# Hamtramck (Míchigan)
Hamtramck es una ciudad ubicada en el condado de Wayne en el estado estadounidense de Míchigan. En el Censo de 2010 tenía una población de 22.423 habitantes y una densidad poblacional de 4.150,32 personas por km².

## Geografía
Hamtramck se encuentra ubicada en las coordenadas 42°23′43″N 83°3′21″O / 42.39528, -83.05583. Según la Oficina del Censo de los Estados Unidos, Hamtramck tiene una superficie total de 5.4 km², de la cual 5.4 km² corresponden a tierra firme y (0%) 0 km² es agua.

## Demografía
Según el censo de 2010, había 22.423 personas residiendo en Hamtramck. La densidad de población era de 4.150,32 hab./km². De los 22.423 habitantes, Hamtramck estaba compuesto por el 53.56% blancos, el 19.25% eran afroamericanos, el 0.29% eran amerindios, el 21.54% eran asiáticos, el 0.01% eran isleños del Pacífico, el 0.62% eran de otras razas y el 4.74% pertenecían a dos o más razas. Del total de la población el 1.46% eran hispanos o latinos de cualquier raza.